# برتون، اوهایو
برتون (به انگلیسی: Burton) یک منطقهٔ مسکونی در ایالات متحده آمریکا است که در شهرستان جی‌آگو، اوهایو واقع شده‌است. برتون ۲٫۷۲ کیلومتر مربع مساحت و ۱٬۴۵۲ نفر جمعیت دارد و ۴۰۱ متر بالاتر از سطح دریا واقع شده‌است.